# Норберт Шулце
Норберт Арнолд Вилхелм Ричард Шулце е германски композитор на филмова музика. Запомнен е с написаната от него мелодия на класиката за Втората световна война „Лили Марлен“, първоначално поема от книгата на Ханс Лайп Die kleine Hafenorgel (1915). Други негови творби са: операта „Черен Петър“, „Златното сърце“ и мюзикъла „Капитан Бай-бай“. Псевдонимите, използвани от Шулце, включват имената Франк Норберт, Питър Корнфилд и Хенри Иверсен.

## Избрани произведения за сцена
- Schwarzer Peter, приказна опера, 1936
- Struwwelpeter, балет, 1937
- Max und Moritz, балет, 1938
- Maria im Walde, опера, 1940
- Das kalte Herz, приказна опера, 1943
- Peter der Dritte, опера, 1964
- Prinzessin auf der Erbse, музикална приказка
- Das tapfere Schneiderlein, опера, 1980
- Schneekönigin, музикална приказка
- Schneewittchen, опера, 1981
- Regen in Paris, оперета, 1957
- Käpt’n Bye-Bye, мюзикъл, 1950